# Рамадан Шалах
Рамадан Шалах (1 января 1958, Шуджаийя, сектор Газа — 6 июня 2020[…], Бейрут) — генеральный секретарь Палестинского исламского джихада с 1995 по 2018 год.

## Биография
Родился 1 января 1958 года в лагере беженцев Саджайя, Сектор Газа.
Уже подростком Шаллах принимал активное участие в деятельности палестинских националистических организаций.
В начале 1980-х годов вступил в Исламский джихад.
Вскоре Шаллах бежал из Сектора Газы, после того, как контроль над сектором установила израильская армия.
В отличие от многих других палестинцев, Шаллах не отправился в Ливан, а отправился «на учёбу» в Даремский университет, Великобритания, который окончил в 1988 году, получив степень по специальности «исламская экономика».
В 1989 году Шаллах переехал во Флориду, США, где в 1990 году стал одним из основателей «Организации по изучению мира и ислама».
В мае 1995 года Шаллах покинул США, опасаясь преследований со стороны американских властей.
После уничтожения лидера Исламского джихада Фатхи Шкаки в октябре 1995 года, Шаллах возглавил эту организацию.
До начала гражданской войны в Сирии постоянно проживал в Дамаске, где находился главный штаб Исламского джихада. Поддерживал тесные связи с правительствами Сирии и Ирана; регулярно бывал в Тегеране.
Разыскивался властями Израиля и США за организацию террористической деятельности